# 1982 Cline
1982 Cline è un asteroide della fascia principale. Scoperto nel 1975, presenta un'orbita caratterizzata da un semiasse maggiore pari a 2,3104350 UA e da un'eccentricità di 0,2490361, inclinata di 6,84213° rispetto all'eclittica.
L'asteroide è dedicato a Edwin Lee Cline, amico della scopritrice.